# Nicaragua
Nicaragua, officiellt Republiken Nicaragua (spanska: República de Nicaragua), är Centralamerikas till ytan största stat. Landet har kust mot Stilla havet och Karibiska sjön och gränsar till Costa Rica i söder och Honduras i norr. I Nicaragua finns Centralamerikas största färskvattenkälla, Nicaraguasjön.

## Etymologi
Landets namn kommer från Nicarao, namnet på den Nahuatl-talande indianstam som bodde vid Nicaraguasjön innan den spanska erövringen av området, och det spanska ordet 'agua', som betyder 'vatten'. Det senare på grund av de stora sjöarna Nicaraguasjön (Cocibolca) och Managuasjön (Xolotlán), samt även laguner och floder i området. 
Vid tiden för den spanska erövringen gavs namnet Nicaragua till den smala landremsan mellan Nicaraguasjön och Stilla havet. Detta landområde behärskades av Nicarao när de första erövrarna anlände. 

## Historia

### Spansk kolonisering och åren före självständighet
1522 koloniserades Nicaraguas Stillahavskust av spanjorerna under Francisco Hernández de Córdoba. Då grundades också två av Nicaraguas viktigaste städer, Granada vid Nicaraguasjön och León norr om Managuasjön. Nicaragua förblev en koloni till dess att de deklarerade sig självständiga från Spanien år 1821 som en del av Kejsardömet Mexiko. 1823-1838 var Nicaragua en del av Centralamerikanska federationen.

### Självständig republik
Självständig republik blev Nicaragua först år 1838. Under 1800-talets första hälft var landets karibiska kust, Mosquitokusten, ockuperad av Storbritannien, men regionen överlämnades därefter gradvis till Nicaragua (se vidare miskito).
Stora delar av 1800-talet pågick konflikter mellan konservativa och liberala krafter, med säte i Granada respektive León. Dessutom hade man konflikter med andra centralamerikanska stater samt en långdragen tvist med Storbritannien om Mosquitokusten. 1857 valdes Managua till landets huvudstad. År 1893 grep liberalerna under ledning av José Santos Zelaya makten. Hans inblandning i grannrepublikernas politik ledde 1906 till krig med Guatemala och El Salvador och 1907 med Honduras.

### Nicaragua under 1900-talet

#### Somozafamiljen tar makten
År 1909 kom en konservativ regering till makten med stöd av USA och mellan 1912 och 1933 kännetecknades Nicaraguas inrikespolitik av amerikansk  inblandning, bland annat i form av amerikanska militärbaser på landets territorium. I protest mot USA:s militära närvaro uppstod 1927 en motståndsrörelse ledd av Augusto César Sandino, som 1928 inledde ett gerillakrig mot den amerikanska marinkåren, som lämnade landet 1933.
På order av Anastasio ("Tacho") Somoza, chef för nationalgardet, mördades Sandino 1934. President Juan Bautista Sacasa avsattes av Somoza 1936 och Somoza övertog med amerikanskt stöd presidentposten 1937. Därmed inleddes en period med Somozafamiljens maktinnehav, som varade till 1979.

#### Sandinisterna tar makten
Ett våldsamt motstånd mot regeringens manipulationer och korruption spred sig genom alla samhällsklasser under 1978 och ett kortvarigt inbördeskrig utbröt. Det slutade när sandinisterna, en vänsterinriktad rörelse störtade presidenten Anastasio Somoza Debayle 1979. Tvister utbröt bland de nya makthavarna och vissa grupper bröt sig ut för att göra motstånd mot dem. USA, som från början erbjudit sandinisterna finansiell hjälp, blev avvisat av dessa och när Reagan kom till makten bytte USA till en mer konfrontativ politik.

#### USA och contras
I fortsättningen understödde USA contras som utgick från baser i Honduras och Costa Rica och med underrättelser från CIA anföll de militära och civila mål i Nicaragua. Allt eftersom sandinisterna blev mer pressade vände sig sandinisterna mer och mer till Kuba för stöd och många kubanska rådgivare togs in i landet. 1984 valdes sandinistledaren Daniel Ortega Saavedra till president i ett val som bedömdes som fritt och rättvist av internationella observatörer på plats, men inte av oppositionen som klagade över att den inte fått tid för att förbereda sig. USA stödde contras, bland annat med hänvisning till att Nicaraguas regering understödde vänsterrebeller i El Salvador. Contras var starkt beroende av USA:s stöd och hade inte klarat att hålla sig kvar i landet utan detta. De mottog så modern utrustning att deras soldater i flera avseenden var mer avancerade än amerikanska soldater. 1986 fälldes USA i Internationella domstolen i Haag för sitt agerande och dömdes till skadestånd, vilket USA har vägrat att betala.

#### Sandinisterna besegras i val
I de allmänna valen i slutet av 1990- och början av 2000-talet blev sandinisterna besegrade. Den amerikanska kongressen hade officiellt stoppat allt amerikanskt stöd till contras, varför CIA smugglade kokain och sålde vapen till mullornas Iran för att finansiera fortsatt stöd (se Iran-Contras-affären). 
Daniel Ortega omvaldes till president år 2005 och åter 2016. I början av 2014 reviderades konstitutionen genom att bland annat tillåta omval av presidenten utan begränsningar, utöka militärens roll samt ge presidenten en utökad möjlighet att styra genom dekret. 

## Geografi

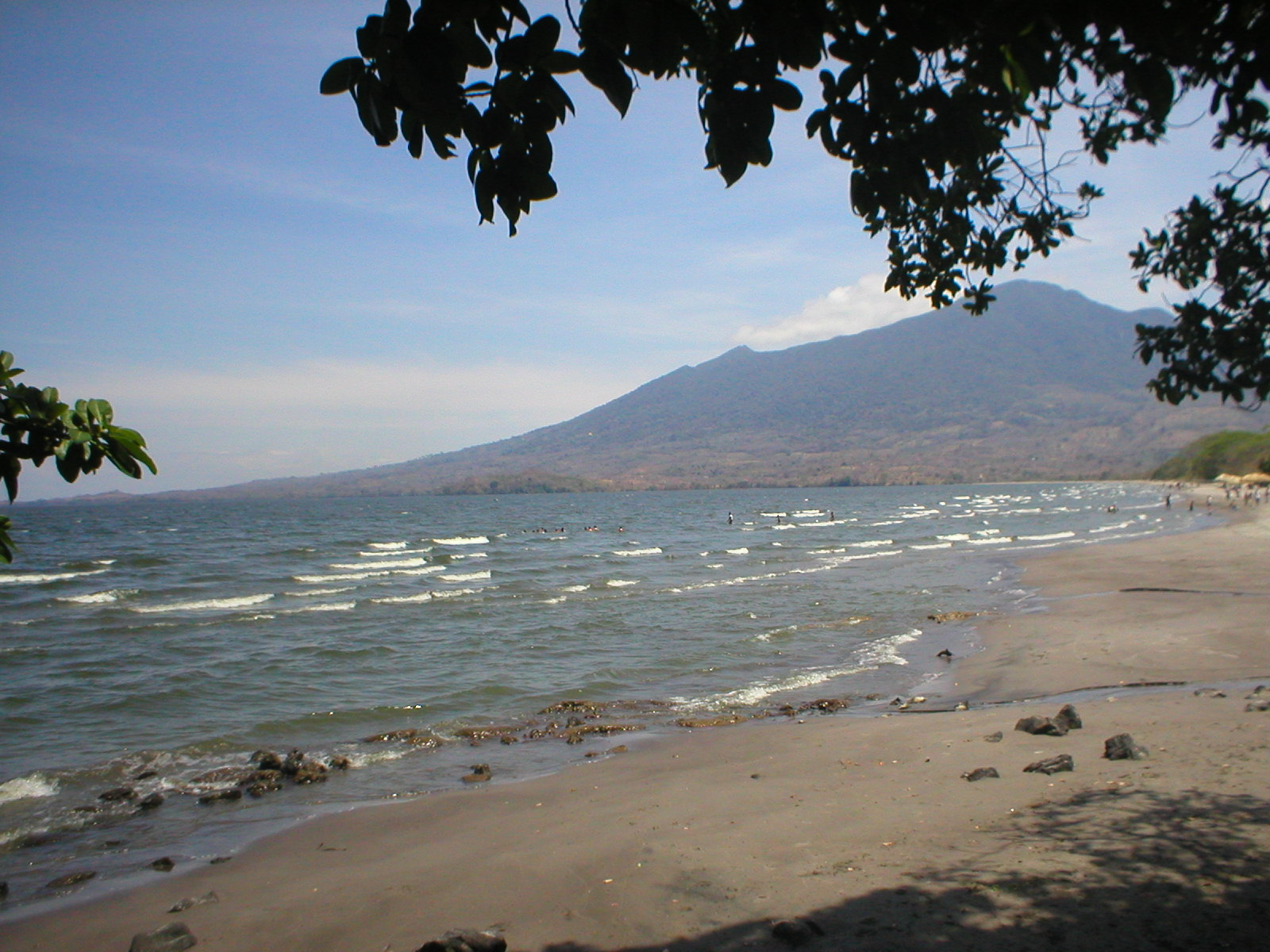
Vulkanen Maderas i Santo Domingo.

Nicaragua är det till ytan största landet i Centralamerika. Landet täcker ett område på cirka 130 000 km² och är ungefär lika stort som Grekland. Landet gränsar till Costa Rica i syd och Honduras i norr, med Karibiska havet i öst och Stilla havet i väst.

### Topografi
Lågland breder ut sig längs med båda kusterna, med inslag av vulkaniska berg i väster, och inlandet upptas av en delvis skogklädd högplatå.

### Klimat
Klimatet är huvudsakligen tropiskt och medeltemperaturen under året pendlar mellan 25 och 30 grader. De högsta bergen finns i norr där medeltemperaturen och  luftfuktigheten är betydligt lägre. Regnperioden infaller mellan maj och november och kan medföra stora mängder nederbörd och tropiska stormar. år 1998 drabbades landet av orkanen Mitch som förstörde flera byar, orsakade stora skador i infrastrukturen och resulterade i över 1 800 dödsoffer. Mindre jordskalv är vanligt förekommande. 1972 inträffade den senaste stora jordbävningen, som resulterade i över 10 000 dödsoffer.
Klimatet är tropiskt i låglänta delar av landet och svalare på högre höjder. I vissa delar av landet - bland annat i Matagalpa, Río Blanco, Estelí och Jinotega - är vädret mycket likt året runt. Ibland sägs det att det i dessa områden råder "evig vår", och temperaturen där brukar ligga emellan 25 och 30 °C.
I landet förekommer svåra jordbävningar, vulkanutbrott, jordskred och våldsamma orkaner,

### Naturskydd och miljöproblem
Nicaragua hyser 7 % av världens biologiska mångfald och den andra största regnskogen i Amerika. Nära 20 % av landets territorium är skyddat i form av nationalparker och biologiska reservat. 
Några av Nicaraguas miljöproblem är vattenföroreningar och avskogning med åtföljande jorderosion.

## Styre och politik

### Författning och styre
Presidenten är både statsöverhuvud och regeringschef. Den verkställande makten ligger hos regeringen och den lagstiftande i Nationalförsamlingen. Nuvarande president är José Daniel Ortega Saavedra.
Nicaragua är enligt konstitutionen en demokratisk republik med flerpartisystem. Rösträtten är 16 år och valdeltagandet vanligtvis högt. Presidenten har den verkställande makten och är statsöverhuvud, regeringschef och överbefälhavare och utses genom direkta val vart femte år. Den lagstiftande makten ligger hos Asamblea Nacional – nationalförsamlingen – vars 92 ledamöter väljs för en period om fem år i samband med presidentvalet. Två av platserna i nationalförsamlingen reserveras dock för den föregående mandatperiodens president samt för den kandidat som kommit på andra plats under det senaste presidentvalet. Kommunalvalen hålls vanligtvis var fjärde år.
Konstitutionen reviderades senast i  början av 2014 då nationalförsamlingen godkände en författningsändring som bland annat innebär att presidenten kan ställa uppför omval ett obegränsat antal gånger. Tidigare förbjöd Nicaraguas författning konsekutivt omval av en president.

### Administrativ indelning
Nicaragua är indelat i två självstyrande regioner (regiónes autónomas), Región Autónoma de la Costa Caribe Norte och Región Autónoma de la Costa Caribe Sur, samt 15 departement (departamentos): Boaco, Carazo, Chinandega, Chontales, Estelí, Granada, Jinotega, León, Madriz, Managua, Masaya, Matagalpa, Nueva Segovia, Río San Juan och Rivas. Departementen och regionerna består i sin tur av 153 kommuner ('municipios'). Det är i landets östra del, vid Atlantkusten, som de två autonoma regionerna ligger.

## Ekonomi och infrastruktur
Nicaragua är ett fattigt land med låg inkomst per capita och en enorm utlandsskuld. Inkomstskillnaderna är bland de största i världen. Ekonomin slogs i spillror under Contraskriget på 1980-talet. I mitten av 1990-talet tillhörde mindre än en femtedel av befolkningen medelklassen och studier har visat att 60 % av inkomsterna gick till 20 % av hushållen under samma period. Landet har under senare år stabiliserats ekonomiskt, men bankkriser har påverkat ekonomin negativt. Nicaragua är och kommer att vara beroende av internationellt ekonomiskt stöd, där bidragsgivarna ställer krav angående bland annat bättre levnadsvillkor och mänskliga rättigheter men även privatiseringar av offentlig egendom såsom vattenkraftverk.
Tack vare en förhållandevis stabil makroekonomisk politik har tillväxten varit konstant sedan början av 2000-talet, med undantag för 2009 då finanskrisen orsakade en negativ tillväxt på -1,5 procent. 2016 uppskattades den ekonomiska tillväxten till 4,5 procent, vilket är något högre än genomsnittet för Centralamerika. Budgetunderskottet landade på 2,7 procent för 2015 och beräknades uppnå 3,1% av BNP under 2016.Trots fortsatt ekonomisk tillväxt är den dock inte tillräcklig för att lyfta den breda massan av befolkningen ur fattigdom, och Nicaragua är fortfarande det fattigaste landet i Latinamerika efter Haiti.

### Näringsliv
Precis som i många övriga länder i Latinamerika har jordbruket minskat sin betydelse i förhållande till BNP och bidrar idag med knappt 20 procent. Sektorn sysselsätter dock fortfarande nästan en tredjedel av arbetskraften. Industrin står för cirka 25 procent av BNP och har sedan mitten av 1990-talet främst haft sin tillväxt i frihandelszoner där så kallade maquilas, fabriker för legosömnad av bland annat märkeskläder, är verksamma. Maquilaindustrin utgörs av över 200 företag och sysselsätter drygt 100 000 personer. Textiltillverkning utgör fortfarande en stor del av industrin, tillsammans med framställning av kemikalier, tobaksvaror och förädling av livsmedel. Servicesektorn bidrar med över 50 procent av BNP och sysselsätter ungefär hälften av den arbetsföra befolkningen. Turismen har kommit att bli en av landets viktigaste näringar och utgör cirka fyra procent av BNP.

#### Jordbruk
Nicaraguas klimat och miljö lämpar sig bra för att odla kaffebönor. Kaffe från Nicaragua säljs på många ställen runt i världen, och är en av Nicaraguas viktigaste produkter. Kaffet kommer i huvudsak från departementen Jinotega, Matagalpa och Nueva Segovia. De flesta odlingarna finns dock i Matagalpa. Det är främst arabicabönor som man odlar.

#### Energi och råvaror
Närmare 85 % av elektriciteten produceras av fossila bränslen. Man importerar elenergi från Costa Rica.
Naturtillgångar i landet är guld, silver, koppar, volfram, bly, zink, timmer och fisk.

#### Turism
Turismen i Nicaragua ökar explosionsartat. För närvarande är det den näst största näringsgrenen i landet. Under de senaste 7 åren har turismen växt med omkring 70 %, och väntas bli Nicaraguas största näringsgren. Tillväxten har lett till att inkomsterna från turismen har ökat mer än 300 % under en period av 10 år. Tillväxten inom turistnäringen har också påverkat jordbruket, handeln och finanssektorn positivt, liksom byggnadsindustrin.  Trots den positiva tillväxten under det senaste decenniet, har Nicaragua fortfarande färre turister än sina grannländer.  
Varje år besöker omkring 60 000 amerikanska medborgare Nicaragua, huvudsakligen affärsmän, turister och personer som besöker sina närstående. Bortåt 5 300 personer från USA bor nu i landet. Majoriteten av de turister som besöker Nicaragua kommer från USA, Centralamerika, Sydamerika och Europa. Enligt Nicaraguas turistministerium, (INTUR), är  Granada, den gamla staden från kolonialtiden, den plats som turisterna oftast åker till. Även städerna León, Masaya, Rivas och San Juan del Sur, San Juan River, Ometepe, vulkanen Mombacho samt öarna Corn Islands är bland de största turistattraktionerna. Dessutom drar ekoturism och surfing många turister till Nicaragua.
Enligt nyhetsprogrammet TV Noticias på Canal 2, en av Nicaraguas TV-stationer, är de huvudsakliga turistattraktionerna i Nicaragua stränderna, vackra naturscenerier, arkitekturen i städerna, som León och Granada, och det allra senaste är ekoturism och agriturism, speciellt i norra Nicaragua.

### Infrastruktur

#### Transporter
Nicaraguakanalen (spanska: Canal de Nicaragua) är en planerad vattenväg genom Nicaragua, som när den står klar, kommer att förbinda Karibiska havet och Atlanten med Stilla havet. Enligt planerna kommer kanalen från Atlantsidan att följa vattendrag fram till Camilo Locks där slussar ska föra fartygen till nivå med Nicaraguasjön via näset vid staden Brito, för slussning ned till nivå med Stilla havet. Färdig utbyggd kommer den 278 kilometer långa kanalen ha kapacitet för 5100 fartyg per år. Kanalen kommer att kunna befordra fartyg upp till Triple E klassen

#### Utbildning
År 2015 uppgick läskunnigheten till 82,8 procent i befolkningen. Bland männen var andelen 82,4 procent, medan den bland kvinnorna var något högre, 83,2 procent.

## Befolkning

### Demografi

#### Minoriteter
Majoriteten av Nicaraguas befolkning är av blandat europeiskt och urfolksursprung, så kallade mestiser. Mindre grupper är vita, cirka 15 procent, och afro-nicaraguaner, cirka tio procent. Urfolken utgör idag knappt fem procent av Nicaraguas totala befolkning varav de största urfolksgrupperna är miskito, suma och rama.

#### Migration
Nicaragua har en nettomigration på -2,9 migranter per 1 000 invånare enligt statistik från 2016, vilket innebär att fler människor lämnar landet än de som flyttar dit.

### Språk
I Nicaragua talar majoriteten av befolkningen spanska, som utgör modersmålet för 95,3 % av invånarna. Längs den karibiska kusten förekommer även engelska och inhemska språk, där miskito är det mest utbredda och talas av cirka 2,2 % av befolkningen.

### Religion
Under kolonialtiden stödde kyrkan förstörelsen av urfolkens religioner. År 1550 mördades biskop Antonio Valdivieso för sitt engagemang för urfolkens rättigheter. Efter landets självständighet 1824 etablerade sig metodister, baptister och presbyterianer i Nicaragua. Atlantkustens miskitofolk, som började missioneras av herrnhutister 1884, är idag med cirka 40 000 medlemmar en del av den moraviska kyrkan. Ungefär 90 % av befolkningen är katoliker, medan 10 % tillhör olika protestantiska samfund, inklusive en växande pingströrelse. Efter 1979 skapade regimens antisandinistiska politik en skarp konflikt med många kristna som stödde den sandinistiska motståndsrörelsen.

### Sociala förhållanden
Nicaragua är ett av de mest ekonomiskt utsatta länderna i regionen, vilket märks genom bristande bostadsstandard och omfattande undernäring. Under 1980-talet gjordes stora satsningar på att bygga ut den offentliga vården. På 1990-talet skedde dock en förändring mot en mer marknadsorienterad ekonomi, vilket även påverkade den sociala sektorn. Vaccinationskampanjer ledde till att polio utrotades, men reformarbetet försvårades av inbördeskriget. Samtidigt ökade skillnaderna mellan fattiga och rika.
Även om det finns ett teoretiskt system för sjukförsäkring och pension, når dessa förmåner endast en liten del av befolkningen, och stödet är ofta minimalt. Under 1980-talet förbättrades kvinnors rättigheter, bland annat genom att de fick samma rätt som män till att äga jord, bli självständiga medlemmar i kooperativ och få lika lön för samma arbete.

### Hälsa
| Hiv och aids             | 2015   |
| ------------------------ | ------ |
| Andel av befolkningen    | 0,27 % |
| Antal                    | 9 900  |
| Dödsfall per år          | 300    |
| Fetma                    | 2014   |
| Andel av befolkningen    | 15,5 % |
| Undervikt hos barn <5 år | 2007   |
| Andel av befolkningen    | 5,7 %  |

År 2016 var spädbarnsdödligheten 19,0 dödsfall per 1 000 levande födslar. För pojkar var siffran högre, med 21,8 dödsfall per 1 000 levande födslar, medan den för flickor låg på 16,0 dödsfall per 1 000 levande födslar. Mödradödligheten uppgick år 2015 till 150 dödsfall per 100 000 födslar.

## Internationella rankningar

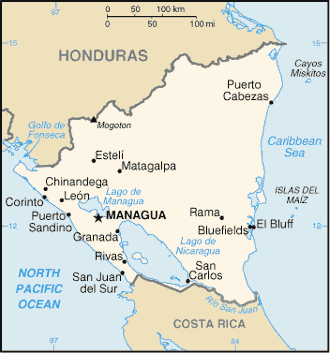
Nicaragua.

| Organisation                                | Undersökning                   | Rankning   |
| ------------------------------------------- | ------------------------------ | ---------- |
| Heritage Foundation/The Wall Street Journal | Index of Economic Freedom 2019 | 107 av 180 |
| Reportrar utan gränser                      | Pressfrihetsindex 2019         | 114 av 180 |
| Transparency International                  | Korruptionsindex 2018          | 152 av 180 |
| FN:s utvecklingsprogram                     | Human Development Index 2018   | 126 av 189 |